# Rover Dangerfield
Rover Dangerfield (bra: Rover Dangerfield: Uma Vida de Cachorro) é um filme americano de comédia musical de animação de 1991, estrelado pela voz do comediante Rodney Dangerfield, que também escreveu e co-produziu o filme.

## Sinopse
Rover Dangerfield leva uma vida de cachorro tranquila com sua dona Connie, que faz shows na milionária noite de Las Vegas. Porém sua tranquilidade acaba quando Rick, o namorado de Connie, está por perto, pois Rover e Rick têm sérios problemas de relacionamento. O que Rover não esperava é que Rick aproveita uma viagem de Connie para se livrar dele, jogando-o em uma represa. Apesar de ser salvo por pescadores e adotado por um menino da roça, Rover vai ter que usar toda malandragem para se acostumar com sua nova vida no campo.

## Elenco
- Rodney Dangerfield como Rover
- Susan Boyd como Daisy
- Ronnie Schell como Eddie
- Ned Luke como Raffles
- Shawn Southwick como Connie
- Sal Landi como Rocky
- Bert Kramer como Max
- Robert Pine como Duke
- Dana Hill como Danny
- Eddie Barth como Champ
- Dennis Blair como Lem
- Don Stewart como Clem
- Gregg Berger como Cal
- Paxton Whitehead como Count
- Chris Collins como Big Boss/Sparky/Horse
- Chris Collins e Tom Williams como Coyotes
- Chris Collins, Bernard Erhard e Danny Mann como Lobos
- Robert Bergen como Gangster / Animal
- Tress MacNeille como Queenie / Chorus Girls / Hen / Chickens / Turkey